# Fool's Paradise (pel·lícula de 1921)

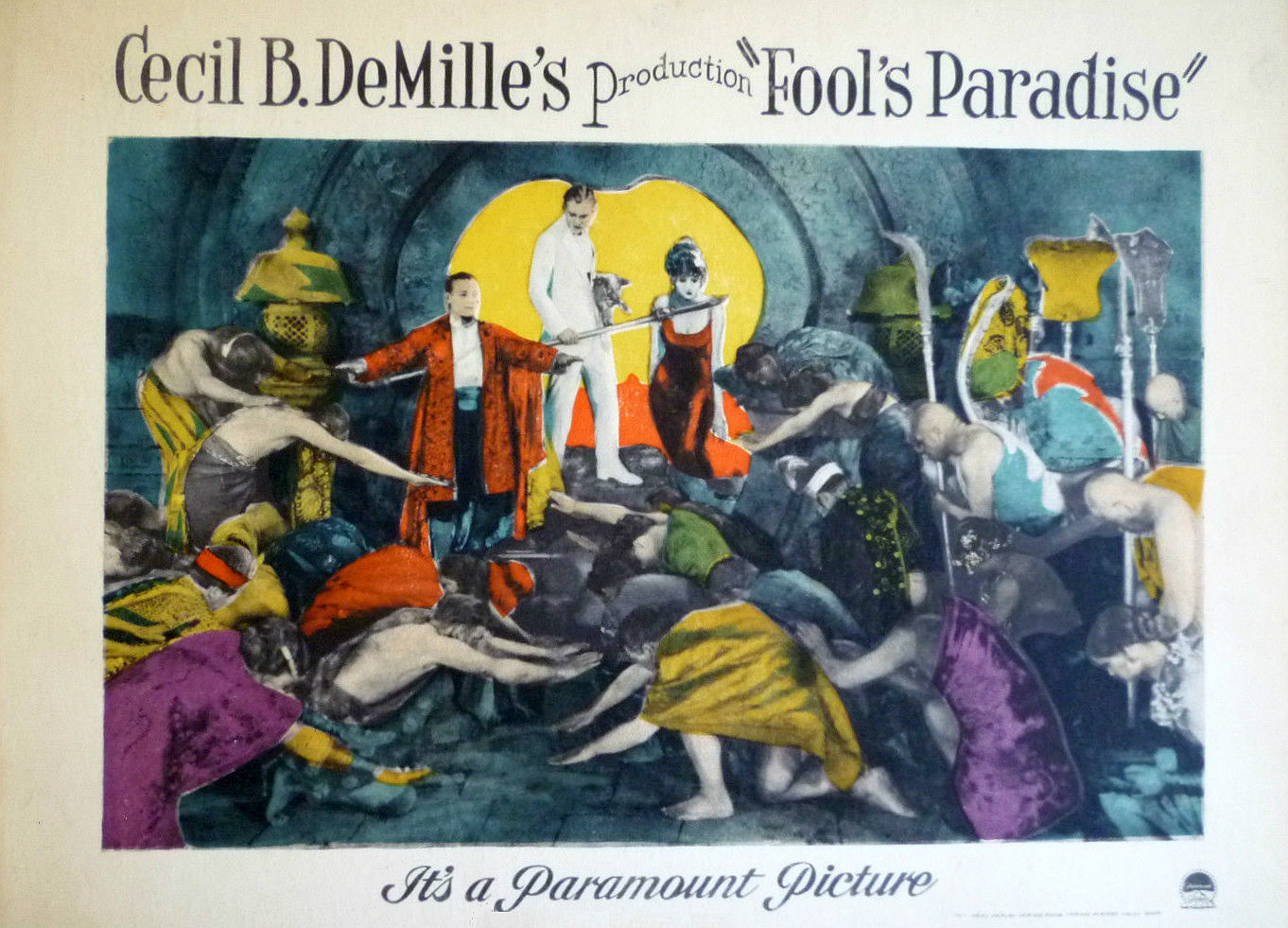
Cartell de la pel·lícula

Fool's Paradise és una pel·lícula muda dirigida per Cecil B. DeMille i protagonitzada per Dorothy Dalton i Conrad Nagel. La pel·lícula, basada en el relat “Laurels and the Lady” de Leonard Merrick, es va estrenar 9 de desembre de 1921. El 1931, la Paramount va estrenar una pel·lícula basada en el mateix relat ("The Magnificient Lie") protagonitzada per Ruth Chatterton.

## Argument
Durant la Primera Guerra Mundial Arthur Phelps és ferit als ulls i mentre està convalescent s'enamora de la ballarina francesa Rosa Duchene que ha visitat l'hospital i li ha fet un petó. De tornada a casa, a El Paso, per treballar en el negoci del petroli, Arthur coneix la ballarina nord-americana Poll Patchouli que treballa en una cantina mexicana i que s'enamora d'ell. Poc després, Rosa i la seva companyia són contractats pel teatre local i mentre Arthur espera a la porta de l'escenari per retrobar-la, encén un cigarro que li havia regalat Poll. El cigar és de broma i en explotar lesiona els ulls d'Arthur de manera que poc després, mentre contempla Rosa com balla, es torna cec. En sortir, a la cantina, confon Poll per Rosa, que conscient de la seva ceguesa es fa passar per ella i s'acaben casant.

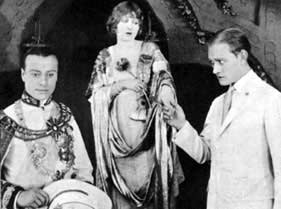
John Davidson, Mildred Harris i Conrad Nagel en un fotograma de la pel·lícula

Tots dos viuen feliços fins que Poll assabenta la vinguda d'un gran oftalmòleg que podria restaurar la visió d'Arthur. Ella el porta al metge que li retorna la vista, i en veure Arthur que ha estat enganyat, abandona la seva dona a la recerca de Rosa. Finalment la localitza a Siam on ha anat a estudiar dansa oriental. Un cop allà, veu com Rose llença un guant en mig d'una bassa de cocodrils anunciant que es casarà amb qui el recuperi i com el príncep Talaat-Noi s'hi llença a buscar-lo. Arthur rescata el príncep i s'adona que és a Poll a qui estima i retorna a casa. Troba que Poll s'ha promès amb el propietari de la cantina, John Roderiguez, on treballa de nou. En una baralla John fereix Poll amb un ganivet però Arthur la rescata i un cop Poll es recupera de les ferides es tornen a casar en un final feliç.

## Repartiment
- Dorothy Dalton (Poll Patchouli)
- Conrad Nagel (Arthur Phelps)
- Mildred Harris (Rosa Duchene)
- Theodore Kosloff (John Roderiguez)
- John Davidson (príncep Talaat-Noi)
- Julia Faye (Samaran)
- Clarence Burton (Manuel)
- George Fields (Pedro)
- Guy Oliver (Briggs)
- Jacqueline Logan (Girda)
- Kamuela C. Searle (Kay)
- Baby Peggy (nena)
- William Boyd (no acreditat)
- Gertrude Short (noia)

## Fitxa tècnica
- Direcció: Cecil B. DeMille
- Guió : Beulah Marie Dix i Sada Cowan[3]
- Productora: Famous Players-Lasky
- Distribuïdora: Paramount
- Fotografia: Albin Wyckoff i Karl Struss
- Muntatge: Anne Bauchens
- Vestuari: Clare West[5]
- Cost: 291.367,56 dòlars
- Ingressos: 906.937.79 dòlars